# 尼崎事件
尼崎事件是日本一起連續犯罪殺人事件，時間橫跨25年之久。以尼崎市為中心，範圍包含兵庫縣、高知縣、香川縣、岡山縣、滋賀縣等，有数個家族遭到長期虐待、監禁、数人遭到虐殺。2011年11月發現大江和子的屍體，隨後嫌疑犯角田美代子遭到逮捕。2012年12月12日角田美代子狱中自殺。

## 案情

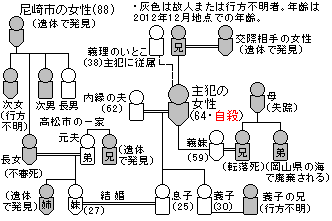
主犯角田美代子與主要被害家族關係圖

2011年11月，日本兵庫縣警方在尼崎市一處出租倉庫中，發現一具女性屍體，該遺體被塞在一個鐵皮圓桶（類似汽油桶）內，並且灌入水泥。經法醫鑑定後研判，女屍頸骨有折斷痕跡，疑似為遭人掐脖子窒息死亡。屍體上沒有可供判明身份的物品，但警方通過齒模鑑定等程序確認，被害人是六十六歲的尼崎市民大江和子。有了這條線索之後，案情逐漸明朗，很快地，警方將偵查目標鎖定大江和子二女兒裕美的前夫川村博之。川村當時四十一歲，曾涉嫌毆打和監禁裕美的姐姐香愛遭到警方逮捕。
警方調查顯示，川村與裕美離婚後，自2010年6月以來，一直與大江和子、香愛以及兩個孩子住在一個單間公寓內。據川村等人供述，9月11日，大江在家中死亡，9月16日，川村與香愛、裕美姐妹、鄰居角田美代子和角田正則眾人協力把大江遺體運到倉庫，裝進鐵皮桶中然後灌入水泥。進一步調查後，警方以涉嫌遺棄屍體為由，逮捕了犯案嫌疑人香愛和裕美姐妹以及川村的鄰居角田美代子和角田正則。
據警方查證和鄰人作證，在角田美代子的指使下，川村經常虐待大江母女三人，把打罵當成家常便飯，經常不給吃喝，其虐待老人的行逕令人髮指。警方懷疑川村等人殺害大江，也懷疑川村曾脅迫香愛和裕美兩姐妹虐待母親。
時隔將近一年(2012年)，日本兵庫縣警方在調查尼崎桶屍案，又連帶查出附近一戶人家多人離奇失蹤，使得原本看似單純的老人凌虐致死案件，意外扯出了案外案。
這間閒置近十年的空屋，有一名八十七歲的老婦人在1987年失蹤，下落不明，這名老婦人的兒子後來也下落不明，而老婦人的媳婦，正是整起殺人案的關鍵嫌疑人角田美代子。2012年10月14日在民宅空屋的地下挖出了兩具屍體，目前尚有五至六人下落不明。警方正朝著連續殺人案的偵辦方向進行案情的釐清。